# Гонконг на летних Олимпийских играх 2024
Гонконг представлен на летних Олимпийских играх 2024 года в Париже 36 спортсменами в 12 видах спорта. Гонконг 18-й раз принимает участие в летних Олимпийских играх, дебютировав в 1952 году.
Уже за первые три дня Олимпийских игр спортсмены Гонконга завоевали столько же золотых медалей, сколько за всю олимпийскую историю до этого. 27 июля золото в женской шпаге выиграла Вивиан Кон. 29 июля ещё одно золото завоевал рапирист Эдгар Чён, который в 2021 году побеждал на Играх в Токио. Чён стал первым в истории страны двукратным олимпийским чемпионом.

## Медали
| Медаль | Спортсмен(ы) | Вид спорта | Дисциплина                | Дата    |
| ------ | ------------ | ---------- | ------------------------- | ------- |
| Золото | Вивиан Кон   | Фехтование | Личная шпага              | 27 июля |
| Золото | Эдгар Чён    | Фехтование | Личная рапира             | 29 июля |
| Бронза | Шивон Хоги   | Плавание   | 200 метров вольным стилем | 29 июля |
| Бронза | Шивон Хоги   | Плавание   | 100 метров вольным стилем | 31 июля |

| Вид спорта | 1 | 2 | 3 | Всего |
| Фехтование | 2 | 0 | 0 | 2     |
| Плавание   | 0 | 0 | 2 | 2     |
| Всего      | 2 | 0 | 2 | 4     |

| Медали по датам | Медали по датам | Медали по датам | Медали по датам | Медали по датам | Медали по датам |
| --------------- | --------------- | --------------- | --------------- | --------------- | --------------- |
| Дата            | 1               | 2               | 3               | Всего           |                 |
| 27 июля         | 1               | 0               | 0               | 1               |                 |
| 29 июля         | 1               | 0               | 1               | 2               |                 |
| 31 июля         | 0               | 0               | 1               | 1               |                 |
| Всего           | 2               | 0               | 2               | 4               |                 |

| Мультимедалисты | Мультимедалисты | Мультимедалисты | Мультимедалисты | Мультимедалисты | Мультимедалисты | Мультимедалисты |
| --------------- | --------------- | --------------- | --------------- | --------------- | --------------- | --------------- |
| Спортсмен       | Вид спорта      | 1               | 2               | 3               | Всего           |                 |
| Шивон Хоги      | Плавание        | 0               | 0               | 2               | 2               |                 |

| Медали по полу | Медали по полу | Медали по полу | Медали по полу | Медали по полу |
| -------------- | -------------- | -------------- | -------------- | -------------- |
| Пол            | 1              | 2              | 3              | Всего          |
| Мужчины        | 1              | 0              | 0              | 1              |
| Женщины        | 1              | 0              | 2              | 3              |
| Микст          | 0              | 0              | 0              | 0              |
| Всего          | 2              | 0              | 2              | 4              |

## Квалификация
| № п/п | Вид спорта            | Мужчины        | Мужчины                | Женщины        | Женщины                | Всего          | Всего                  |
| № п/п | Вид спорта            | Завоевано квот | Количество спортсменов | Завоевано квот | Количество спортсменов | Завоевано квот | Количество спортсменов |
| ----- | --------------------- | -------------- | ---------------------- | -------------- | ---------------------- | -------------- | ---------------------- |
| 1     | Академическая гребля  | 1              | 1                      |                |                        | 1              | 1                      |
| 2     | Бадминтон             | 1              | 2                      | 2              | 4                      | 4              | 6                      |
| 3     | Велоспорт             | 1              | 1                      | 2              | 1                      | 3              | 2                      |
| 4     | Спортивная гимнастика | 1              | 1                      |                |                        | 1              | 1                      |
| 5     | Дзюдо                 |                |                        | 1              | 1                      | 1              | 1                      |
| 6     | Лёгкая атлетика       | 1              | 1                      |                |                        | 1              | 1                      |
| 7     | Настольный теннис     | 1              | 1                      | 3              | 3                      | 5              | 4                      |
| 8     | Парусный спорт        | 3              | 4                      | 1              | 1                      | 4              | 5                      |
| 9     | Плавание              | 2              | 1                      | 6              | 6                      | 8              | 7                      |
| 10    | Триатлон              | 1              | 1                      |                |                        | 1              | 1                      |
| 11    | Тхэквондо             | 1              | 1                      |                |                        | 1              | 1                      |
| 12    | Фехтование            | 2              | 2                      | 2              | 2                      | 4              | 4                      |
|       | ИТОГО                 | 15             | 16                     | 17             | 18                     | 32             | 34                     |